# Kuusikkosaari (ö i Norra Österbotten, Nivala-Haapajärvi)
Kuusikkosaari är en ö i Finland. Den ligger i sjön Vuohtajärvi och i kommunen Reisjärvi i den ekonomiska regionen  Nivala-Haapajärvi ekonomiska region  och landskapet Norra Österbotten, i den centrala delen av landet, 400 km norr om huvudstaden Helsingfors. Öns area är 1,5 hektar och dess största längd är 240 meter i öst-västlig riktning.